# Wyspy Dziewicze Stanów Zjednoczonych na Letnich Igrzyskach Olimpijskich 2000
Wyspy Dziewicze Stanów Zjednoczonych na Letnich Igrzyskach Olimpijskich 2000 reprezentowało 9 zawodników: 6 mężczyzn i 3 kobiety.

## Skład kadry

### Jeździectwo
- Gigi Hewitt

### Lekkoatletyka
- Jeff Jackson – bieg na 110 m przez płotki mężczyzn (odpadł w 2 rundzie eliminacji)
- Ameerah Bello – bieg na 100 m kobiet (odpadła w 1 rundzie eliminacji)
- Ameerah Bello – bieg na 200 m kobiet (nie wystartowała)
- Flora Hyacinth – skok w dal kobiet (odpadła w eliminacjach)

### Pływanie
- George Gleason – 100 m stylem dowolnym mężczyzn (odpadł w eliminacjach)
- George Gleason – 200 m stylem dowolnym mężczyzn (odpadł w eliminacjach)
- George Gleason – 200 m stylem zmiennym mężczyzn (odpadł w eliminacjach)

### Strzelectwo
- Bruce Meredith
- Chris Rice

### Żeglarstwo
- Paul Stoeken – klasa Mistral (32. miejsce)
- Ben Beer – klasa Finn (24. miejsce)